# Ahvaytum
Ahvaytum är en art av Prosauropoder som levde under triasperioden för 230-miljoner år sedan. 
Arten var lika stor som en höna och var ungefär 1-meter lång. Fossilen av djuret upptäcktes 2013 i Popo Agie Formation i Wyoming och beskrevs 2025. Arten har bevisat forskare att dinosaurier har levt i den norra ekvatorn mycket tidigare än vad man hade trott, eftersom tidigare spekulationer var att dinosaurier kom ifrån Gondwana och spred sig vidare till andra kontinenter. Detta gör att denna art är den äldsta dinosaurien från superkontinenten Laurasien. Ahvaytum var förmodligen en allätare som det flesta prosauropoder. 